# Legge sulla graduale civilizzazione
La legge per incoraggiare la gruaduale civilizzazione delle tribù indiane in questa provincia, e per emendare le leggi relative agli Indiani, comunemente nota come legge sulla graduale civilizzazione (Act to Encourage the Gradual Civilization of Indian Tribes in this Province, and to Amend the Laws Relating to Indians, o Gradual Civilization Act) fu un progetto dimlegge approvato dal V Parlamento della Provincia del Canada nel 1857.
Il provvedimento si basava sulla "legge per la protezione degli indiani nell'Alto Canada" (Act for the Protection of the Indians in Upper Canada) approvata nel 1839, ma richiedeva l'"affrancamento" di qualunque indiano maschio riconosciuto di età superiore ai 21 anni che sia "in grado di parlare, leggere e scrivere prontamente e bene la lingua inglese o francese, e sia sufficientemente progredito nelle branche elementari dell'istruzione e sia di buon carattere morale e libero da debiti." Un indiano "affrancato" non avrebbe più conservato "i diritti e le capacità giuridiche degli Indiani" e "non sarebbe stato più considerato un indiano" ma un normale suddito britannico, in grado di votare. Tale affrancamento era obbligatorio, ma qualunque indiano maschio poteva essere affrancato volontariamente malgrado un'incapacità di leggere o scrivere, o una mancanza di istruzione scolastica, purché parlasse inglese o francese, e fosse giudicato essere "di abitudini sobrie e industriose, libero da debiti e sufficientemente intelligente da essere capace di gestire i propri affari." L'affrancamento volontario, tuttavia, richiedeva un periodo di prova di tre anni prima di avere efficacia giuridica.
L'affrancamento richiedeva che gli Indiani scegliessero un cognome (da approvare da parte di commissari nominati) mediante il quale sarebbero stati legalmente conosciuti. La moglie e i discendenti di un indiano affrancato sarebbero stati anche loro affrancati e non sarebbero stati più considerati membri della precedente tribù, a meno che non avessero riacquistato lo status di Indiani attraverso un altro matrimonio.
Gli Indiani affrancati avrebbero avuto diritto a "un pezzo di terra non eccedente 50 acri a valere sulle terre riservate o messe da parte per l'uso della sua tribù" come assegnato dal Sovrintendente generale degli Affari indiani, e a "una somma di denaro uguale al capitale della sua quota delle annualità e degli altri introiti annui ricevibili da o per l'uso di tale tribù." Questa terra e questo denaro sarebbero divenuti di sua proprietà, ma accettandoli essi avrebbero "rinunciato a tutte le pretese su qualunque ulteriore quota delle terre o dei denari allora appartenenti alla o riservate all'uso della [loro] tribù, e cessato di avere voce in capitolo nei relativi procedimenti giudiziari."